# Türkiye Süper Kupası 2015
La Türkiye Süper Kupası 2015 è stata la quarantaduesima edizione della Türkiye Süper Kupası. Si è disputata l'8 agosto 2015 tra il Galatasaray, vincitore della Süper Lig 2014-2015 e della Türkiye Kupası 2014-2015 e il Bursaspor in qualità di finalista della coppa nazionale.
Il titolo è stato conquistato dal Galatasaray, che ha vinto la partita per 1-0, grazie ad un gol realizzato da Yasin Öztekin.

## Tabellino
| Arbitro: | Cüneyt Çakır |

|             |           |  |
| Öztekin 27’ | Marcatori |  |